# Podangis dactyloceras
Podangis dactyloceras (Rchb.f.) Schltr., 1918 è una pianta epifita della famiglia delle Orchidacee.